# Чаны (озеро)
Чаны́ (Большие Чаны) — бессточное солоноватое озеро в России, расположенное в Барабинской низменности на территории Новосибирской области. Самое крупное озеро в Западной Сибири.
Озеро располагается на территории пяти районов Новосибирской области: Здвинского, Барабинского, Чановского, Купинского и Чистоозёрного. Своё название получило от слова чан (тюрк.) — сосуд больших размеров.
Озеро представляет собой систему плёсов, соединённых протоками и мелководными участками, из которых самых крупных три: Чиняихинский, Тагано-Казанцевский и Ярковский, различающиеся по минерализации воды, площади, глубинам, грунтам, кормовой базе.
Замерзает во второй половине октября — первой половине ноября, вскрывается в мае. Большая часть озера расположена в лесостепной природной зоне.
На озере есть местное судоходство.

## Физико-географическая характеристика
Озеро Чаны располагается на высоте 106 метров над уровнем моря. Длина озера — 91 километр, ширина — 88 километров. Площадь озера непостоянна и в настоящее время по различным оценкам составляет от 1400 до 2000 км². Средняя глубина — около 2 метров. Котловина озера плоская. Озеро мелководное, глубины до 2 метров составляют 60 % общей площади озера. Берега озера довольно низкие и сильно изрезанные, поросшие камышом, тростником, осокой и кустарником. Грунт дна песчаный и илистый. Максимальная зарегистрированная температура воды летом — 28,3 °C.
Озеро слабосолёное, в юго-восточной части озера солёность ниже. Питание озера в основном снеговое, озеро подпитывается реками Каргат и Чулым (впадает в Малые Чаны). Среднегодовой суммарный сток этих рек не очень значителен и составляет 0,44 км³, при этом стоки отличаются большой изменчивостью. Максимальное значение суммарного стока было достигнуто в 1948 году — 1,72 км³, минимальное — в 1968 году, когда оно составляло 0,013 км³. Приток воды имеет тенденцию к сокращению из-за многочисленных плотин, построенных на реках. Озеро соединено протоками с более пресными озёрами Малые Чаны и Яркуль. Ранее в озеро впадала река Сарайка, соединявшая его с озером Сартлан.

### Острова
На озере около 70 островов. Наиболее крупные из них: Амелькина Грива, Шульдиков, Лежан, Медвежий, Колпачок, Чиняиха, Черёмуховый, Редкий. Острова Черёмушкин, Кобылий, Перекопный, Бекарев, Калинова, Шипягин, Круглый, Колотов и Камышный являются природными памятниками области, поскольку на них сохранились уникальные ландшафты, являющиеся местом обитания редких видов растений и животных.

### Полуострова
Наиболее крупные полуострова: Зеленчак, Кондаков, Голенький, Васькин, Мыс, Дровников, Родюшкин, Квашнино, Малиниха, Тёмный и Тюменский. Острова и полуострова озера обладают отличительной особенностью — большинство из них вытянуто с юго-запада на северо-восток. Их специфическое расположение объясняется тем, что они представляют собой полузатопленные гривы.

## Климат
Климат в районе озера — континентальный. Средняя температура января составляет −19,7 °C, июля — +18,3 °C. Безморозный период длится от 115 до 120 дней. Среднегодовое количество осадков — 380 мм. Высота снежного покрова — 20—30 см.

## Историческая справка
Возникновение озера относят к концу ледникового периода, примерно 10—13 тысяч лет назад. Изначально озеро находилось в степной местности, первые кустарниковые берёзы на берегу озера появились около 5,5 тысяч лет назад.
Исторически для озера характерны циклические колебания уровня воды, которые связаны с климатическими изменениями, вызывающими возникновение периодов повышенной влажности и засухи. Кроме сезонных и годовых колебаний отмечены более значительные колебания продолжительностью 30—45 лет. Но даже с учётом колебаний установлено, что площадь озера в последние 200 лет сокращается. В конце XVIII века была зафиксирована наибольшая площадь озера за всю историю наблюдений — 12000 км². В начале XIX века площадь озера составляла уже 8000 км². В 1840-е годы произошло разделение озера на отдельные водоёмы и плёсы. С тех пор площадь озера быстро уменьшалась, и в конце XIX века она составляла только 3170 км². В 1899—1914 годах произошёл подъём уровня озера на 2 метра. В начале XX века площадь озера составляла 3400 км². В 1914—1937 году произошёл спад уровня в размере 3 метров, но в 1920—1923 годах был отмечен небольшой подъём на 0,9 метра. Следующее значительное повышение уровня воды отмечалось в 1937—1950 годах. В 1960-х годах площадь озера сократилась уже до 2000 км². Размах сезонных и годовых колебаний уровня воды достигал 5 метров.
Первые упоминания об озере в российских источниках относятся к XVI—XVII векам, то есть ко времени начала освоения Сибири. Изучение водоёма началось в XVIII веке с заселением Барабинской низменности. Первое описание озера дал географ Паллас, совершивший поездку на Чаны в 1786 году. Более полное описание озеро было дано в 1803 году землемером В. Филимоновым.
В 1895 году на озере были начаты гидрологические работы под руководством инженера Жилинского. В 1911 году для изучения озера был направлен ихтиолог Скориков, который по итогам исследований подготовил научный труд «Озёрное рыболовство в Барабинском районе», содержащий характеристику рельефа озёрных котловин, колебаний уровня и химического состава воды, видового состава рыб и условий их питания. Летом 1932 года на озере появилась экспедиция Ленинградского университета, которая изучала флору озера. В середине XX века были начаты работы по предотвращению усыхания озера. В 1972 году с этой целью с помощью земляной дамбы был отделён находящийся в западной части озера и испарявший большое количество воды Юдинский плёс, площадь которого на тот момент составляла 800 квадратных километров (более 30 % общей площади озера). Сооружение дамбы позволило поднять уровень воды в восточной части озера на 0,5 метра. Юдинский плёс начал быстро высыхать, и к 1978 году уровень воды в нём понизился на 1,1 метра. К концу XX века бывший Юдинский плёс практически пересох, вода в нём стала сильносолёной, а уровень воды по разные стороны дамбы различается в несколько метров. Несмотря на исчезновение плёса, в целом решение о строительстве дамбы спустя 30 лет оценивается положительно. Существует опасность разрушения дамбы, что приведёт к стоку воды из обводнённой части озера и экологической катастрофе. В 2000 году было принято решение о реконструкции дамбы. В 2005 году на реконструкцию были выделены средства из федерального бюджета.
С 1979 года по 1994 год площадь озера сократилась на 19 %. В 1980-е годы появились проекты повышения уровня воды за счёт других водоёмов. Один из них предполагал привлечение воды из Оби по руслу реки Карасук или по специально построенному каналу, но проект остался нереализованным из-за нехватки средств. Также предлагалось привлечь излишки воды из Васюганских болот по рекам Чулым и Каргат. В 2001 году было предложено пробурить около 100 скважин на дне озера до расположенных под озером на глубине 900—1200 метров водоносных пластов. Фонтанирующие термальные воды по замыслам авторов проекта позволят не только предотвратить высыхание озера, но и восстановить его первоначальный уровень.
В начале XXI века прогнозируется дальнейшее снижение площади озера, хотя в 2000—2005 годах уровень воды в озере вырос.

## Животный и растительный мир
В озере Чаны обитают 16 видов рыб. Наиболее многочисленные: серебряный карась, окунь, сазан, язь, судак. Среднюю численность имеют плотва, щука, лещ. Малочисленные виды — золотой карась, пелядь, елец, линь, озёрный гольян, пескарь, верховка. Основное место зимовки рыбы — Ярковский плёс и озеро Яркуль. Наиболее многочисленная рыба в Ярковском плёсе — окунь. В летний период в Чиняихинском плёсе в значительном количестве обитают все основные виды ихтиофауны, в Тагано-Казанцевском плёсе массовыми видами являются язь, судак, сазан, карась, несколько меньше численность плотвы и окуня.
В маловодье зимние заморы наносят огромный ущерб численности рыб. Также в периоды маловодья погибает большое количество икринок и молоди, поэтому рыбоводные работы необходимы. Озеро регулярно зарыбляется, в нём проводится товарное выращивание рыбы. Первые рыбоводные работы в озере были начаты в 1926—1927 годах. Первоначально были акклиматизированы сазан, карп, лещ. Позднее были попытки акклиматизация судака, пеляди, линя, нельмы, муксуна, байкальского омуля, при зарыблении озера случайно вселена верховка. Первые попытки акклиматизации судака больших успехов не достигли, повышения уловов отмечено не было. В дальнейшем акклиматизация оказалась удачной, и он достиг большой численности. Основная масса леща погибает в маловодье при наступлении заморов, поэтому его численность пока не достигла промыслового уровня. В настоящее время достоверных сведений о наличии в озере байкальского омуля и нельмы нет. Неудача с омулем объясняется тем, что озеро для данного вида рыбы является мелководным. Акклиматизация пеляди не удалась из-за повышенной минерализации воды, в настоящее время осуществляется товарное выращивание пеляди, когда личинки, выращенные в рыбоводных хозяйствах, выпускаются в озеро, и рыбы вырастают до промысловых размеров. Кроме того, значительная часть личинок омуля, муксуна, пеляди и нельмы была выедена окунем, плотвой и язём.
В конце XX века в озеро попала форма серебряного карася под названием амурский карась. Амурский карась за несколько лет стремительно размножился, практически вытеснив из озера не выдержавшего с ним конкуренции золотого карася, и в настоящее время занимает первое место в уловах.
В 1976 году на реке Чулым был построен рыбопитомник «Урюмский», который в том числе занимается выращиванием и зарыблением озера Чаны молодью сазана. Активное зарыбление молодью массой 25 — 80 граммов привело к тому, что в озере сформировалась многочисленная самовоспроизводящаяся популяция сазана. По наблюдениям Новосибирского отделения «Сибрыбниипроект» в 1993 году сазан по количеству появившейся молоди опередил аборигенные виды рыб — плотву, язя и окуня. Экономический кризис 1990-х годов привёл к тому, что масштабы зарыбления озера питомником значительно сократились.
Рыбные запасы в настоящее время по сравнению с XIX веком значительно оскудели. Впервые сокращение уловов щуки, карася и окуня было зафиксировано ещё в конце XIX века: «… прежде изобиловали рыбою, в нём водились щуки до пуда весом, караси и окуни от 5 до 7 — 8 ф. Ныне, по неизвестным причинам, рыбное его богатство оскудело и самая рыба измельчала». В XX веке в периоды высокого уровня воды уловы рыбы достигали 10 тысяч тонн в год, в маловодье снижались до 200 тонн в год. В периоды маловодья основу промысловых уловов занимают малоценные виды рыб. Среди основных причин сокращение уловов называются следующие:
- Снижение и резкие колебания уровня воды.
- Зимние заморы.
- Промерзание до дна значительной части (до 25 %) озера зимой.[19]
- Сокращение масштабов зарыбления.
- Антропогенное воздействие. В озере официально разрешена ловля сетями при приобретении соответствующей лицензии. Установленная квота на вылов рыбы составляет 2800 тонн в год.[23] Ихтиологи считают, что фактические уловы значительно превышают официальные статистические данные, кроме того, в последние годы в широких масштабах осуществляется браконьерство.[24]
- Рост концентрации фенолов, нефтепродуктов, соединений азота и других веществ. По качеству воды в д. Квашнино — вода чрезвычайно грязная (7 класс), в с. Таган — вода грязная (5 класс)[25].
- Высокая минерализация воды в озере. Наибольшая минерализация воды отмечена в Чиняихинском (6 г/дм³) и Ярковском (2,5 г/дм³) плёсах.[10]

Часть популяции окуня заражена жаберным клещом. Описторхоз у рыб озера Чаны пока не отмечен.
Озеро играет важную роль для миграции многих видов водоплавающих птиц: уток, чаек, гусей, куликов, лебедей, крачек, лысух, пеганок. Из редких видов птиц на озере отмечены савка, краснозобая казарка, азиатский бекасовидный веретенник, кречетка, шилоклювка, ходулочник, черноголовый хохотун, чеграва, степная тиркушка, беркут, орлан-белохвост, кудрявый пеликан. На озере наблюдаются значительные скопления водоплавающих в периоды миграции и линьки. Во время миграции и гнездования на озере находится до 220 видов птиц, по другим данным — до 300 видов птиц. В 1970-е годы по оценкам орнитологов на озере за сезон бывало до 1,5 миллионов водоплавающих птиц. В течение XX века происходило неуклонное снижение численности водоплавающих птиц из-за массового уничтожения. Например, в 1930 году в системе Чановских озёр было собрано 9 миллионов яиц и ещё большее количество погублено. На начало XXI века основными антропогенными факторами, снижающими численность птиц, были уничтожение гнёзд во время выпаса скота в прибрежной части озёра, гибель птиц в рыболовных сетях.
Из млекопитающих на озере обитает ондатра, в лесостепных угодьях, приуроченных озеру, водятся лисица, зайцы, косуля, барсук, корсак, колонок.
Озеро богато как зоопланктоном, так и фитопланктоном. По данным на 1983 год в озере обнаружено 404 вида водорослей. В Чиняихинском плёсе отмечена высокая биомасса водорослей, сильное развитие фитопланктона отрицательно сказывается на численности рыбы. Видовое разнообразие зообентоса невелико, преобладают хирономиды, также встречаются моллюски, ручейники, кулициды, гаммариды, олигохеты, стрекозы, подёнки.
На берегах и островах озера растут берёза, черёмуха, калина, осина, боярышник, шиповник, смородина, малина, папоротник. В 1940-х годах на северном берегу озера были высажены дуб и лесная сосна. На некоторых островах, например, на острове Узкоредкий растут и цветут дикорастущие пионы.

## Ближайшие населённые пункты
В конце XIX века на берегах озера находилось 17 населённых пунктов. В настоящее время на берегах находится 12 деревень: на территории Барабинского района — Белово, Казанцево, Квашнино, Новоярково, Староярково, Бехтень, на территории Купинского района — Новорозино, Шаитик, Яркуль, Тюменка, на территории Чановского района — Новояблоновка и Таган. Самые крупные по численности населения деревни — Казанцево, Квашнино и Яркуль. Сокращение числа населённых пунктов вызвано тем, что некоторые деревни, находившиеся 100 лет назад на берегу озера сейчас расположены от него на значительном расстоянии, например, село Юдино Чистоозёрного района на берегу пересохшего ныне Юдинского плёса. На островах постоянного населения нет. В начале XX века на некоторых островах были старинные поселения, например, на острове Медвежий. В середине XX века на острове выращивали арбузы. Существовавший ранее заселённый остров Тюменский соединился с сушей из-за усыхания озера.

## Хозяйственное значение
Озеро имеет большое рыбопромысловое значение. Прилегающие угодья используются для сенокошения и выпаса скота. Вода из озера используется для технических нужд. Часть прибрежной территории взята коммерческими организациями в долгосрочную аренду.
Озеро Чаны является популярным местом отдыха, в том числе зимней и летней рыбалки. Обилие водоплавающих птиц привлекает большое количество охотников. На берегу озера построены базы отдыха, организуются специальные туры. В непогоду на озере бывают очень высокие волны, отмечены случаи гибели людей, оказавшихся в непогоду на лодках в озере.

## Научные исследования
С 1971 года на берегу озера Малые Чаны расположен Чановский научно-исследовательский стационар Института систематики и экологии животных Сибирского отделения Российской академии наук, на котором проводятся исследования различных компонентов экосистемы озера. В начале XXI века Российский фонд фундаментальных исследований (РФФИ) выделил грант на гидрологические, гидрохимические и гидробиологические исследования.
С 1995 по 1997 годы в юго-западной части озера проводились раскопки стоянок, датированных VI—VII тысячелетием до н. э. Ввиду характера местности, культурные слои залегают на глубине всего лишь 1 м.

## Природоохранные мероприятия
В 1994 году озеро Чаны включено в список водно-болотных угодий международного значения (Рамсарская конвенция). В северной части озера на территории Чановского и Барабинского районов в 1958 году создан Кирзинский заказник площадью 1198 км², на его территории установлены ограничения охоты на куликов, на выпас скота и сенокошение, действует запрет на проведение осушительных мероприятий. Помощь в проведении экологических исследований оказывает голландский Центр по пресноводным водоемам и комплексному управлению в области водопользования (Institute for Inland Water, Management and Waste Water Treatment, RIZA).
В 2012 году проводились работы по углублению и расчистке протоки к озеру Яркуль, что позволило предотвратить гибель рыбы зимой.

## Интересные факты
- 16 июля 2006 года в аэропорту Толмачёво города Новосибирска были задержаны сотрудники Центра по изучению Северо-Восточной Азии университета Тохоку (город Сэндай, Япония), которые пытались контрабандой вывезти образцы воды (37 ампул) и грунта (40 пакетов) озера Чаны.[41]
- Существует легенда, согласно которой в озере обитает некое гигантское существо, пожирающее скот и людей[42].

## Цитаты об озере
- Н. М. Ядринцев: «Острова Чанов обращают внимание привлекательностью; покрытые зеленью и лесом, они утопают в голубых водах и под особым освещением кажутся плавающими в воздухе. По глади озёр встречаются целые стаи лебедей, гордо нежащиеся и колеблющиеся, как белые фрегаты на поверхности вод; при приближении людей они дико перекликаются и удаляются в даль озера; при полете тишина озера оглашается страшным шумом их крыльев».[36]